# Dardanely
Dardanely (turecky Çanakkale Boğazı, řecky Δαρδανέλλια [Dardanellia], dříve známé jako Helléspont (řecky Eλλήσποντος, Hellespontos) tedy „Hellénské moře“, v klasické literatuře různě nazýváno Hellespontium Pelagus, Rectum Hellesponticum a Fretum Hellesponticum), je úzký průliv v severozápadním Turecku spojující Egejské a Marmarské moře a oddělující evropskou (poloostrov Gallipoli) a asijskou část Turecka.
Průliv je dlouhý 61 km a šířka kolísá mezi 1,2 až 6 km. Hloubka dosahuje v průměru 55 m a maximálně 82 m. Průliv je mezinárodní vodní cestou a prochází jím jediná námořní trasa spojující Černé a Středozemní moře. Největším městem na březích průlivu je Çanakkale. Z asijské strany z města Çanakkale vedou dvě trajektové linky do měst Kilitbahir a Aceabat na evropské straně průlivu. Od března 2022 oba břehy spojuje nejdelší visutý most na světě v délce 3,6 km. Jméno Dardanely pochází od Dardana, syna Dia a Elektry, resp. od řeckého starověkého města Dardanos, které bylo podle něj pojmenováno.

## Historie

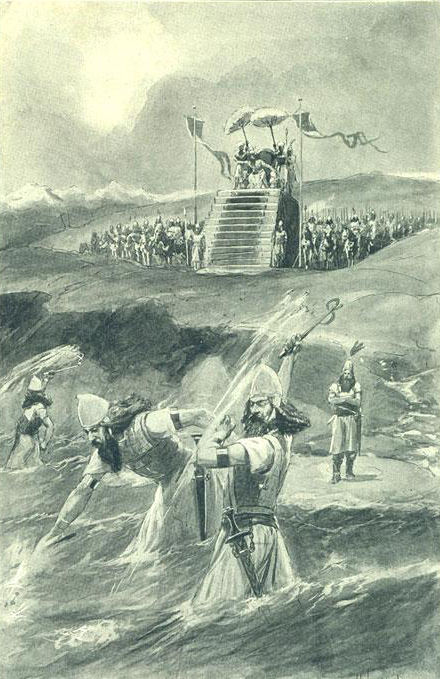
Umělecká ilustrace popisující údajný Xerxův "trest" Helléspontu

Hérodotos tvrdí, že v roce cca 482 př. n. l. nechal perský král Xerxés I. (jeho otec byl Dareios) postavit v Abydu dva mosty přes celou šíři Helléspontu, aby jeho velká armáda 5 milionů mužů (většina historiků dnes uvádí číslo 250 000 mužů, ačkoliv druhá škola myšlení dává Hérodotovým záznamům větší důvěru a uvádí 400 000) mohla přejít z Persie do Řecka. Toto překročení bylo zmíněno v Aischylově tragédii Peršané jako příčina božského zásahu proti Xerxovi.
Helléspont byl také masou vody, kterou Leander překročil, aby se setkal se svou milenkou Héró. Anglický básník George Gordon Byron a americký cestovatel Richard Halliburton přeplavali Helléspont na ukázku své klasické znalosti a sportovní zdatnosti.

### Xerxovo překročení
Podle Hérodota byly oba mosty Peršanů zničeny bouří a Xerxés nechal všechny, kdo byli za mosty zodpovědní, popravit stětím hlavy. Samotný průliv pak byl zbičován. Hérodotovy Dějiny detailně popisují Xerxovu stavbu a překročení mostů. Xerxés prý vhodil do průlivu pouta, dal mu tři sta ran bičem a pálil jej žhavými železy, zatímco vojáci na vodu křičeli.
Hérodotos tento čin okomentoval jako „vysoce opovážlivý způsob, jak oslovit Helléspont“, ale pro Xerxa prý nebyl v žádném případě atypický.
Nakonec vnikajícím vojskům pomohl s překročením průlivu Makedonec Harpalos, který nechal svázat lodě příděmi proti proudu a poskytl dvě náhradní kotvy.

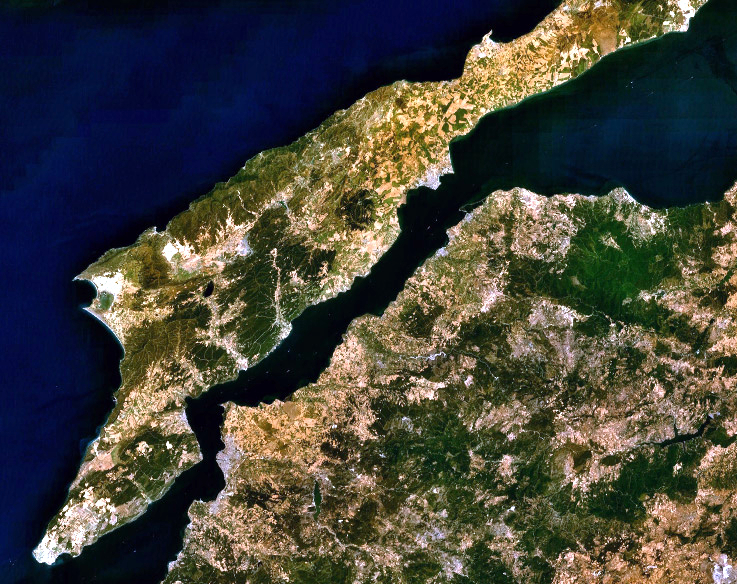
Pohled z vesmíru
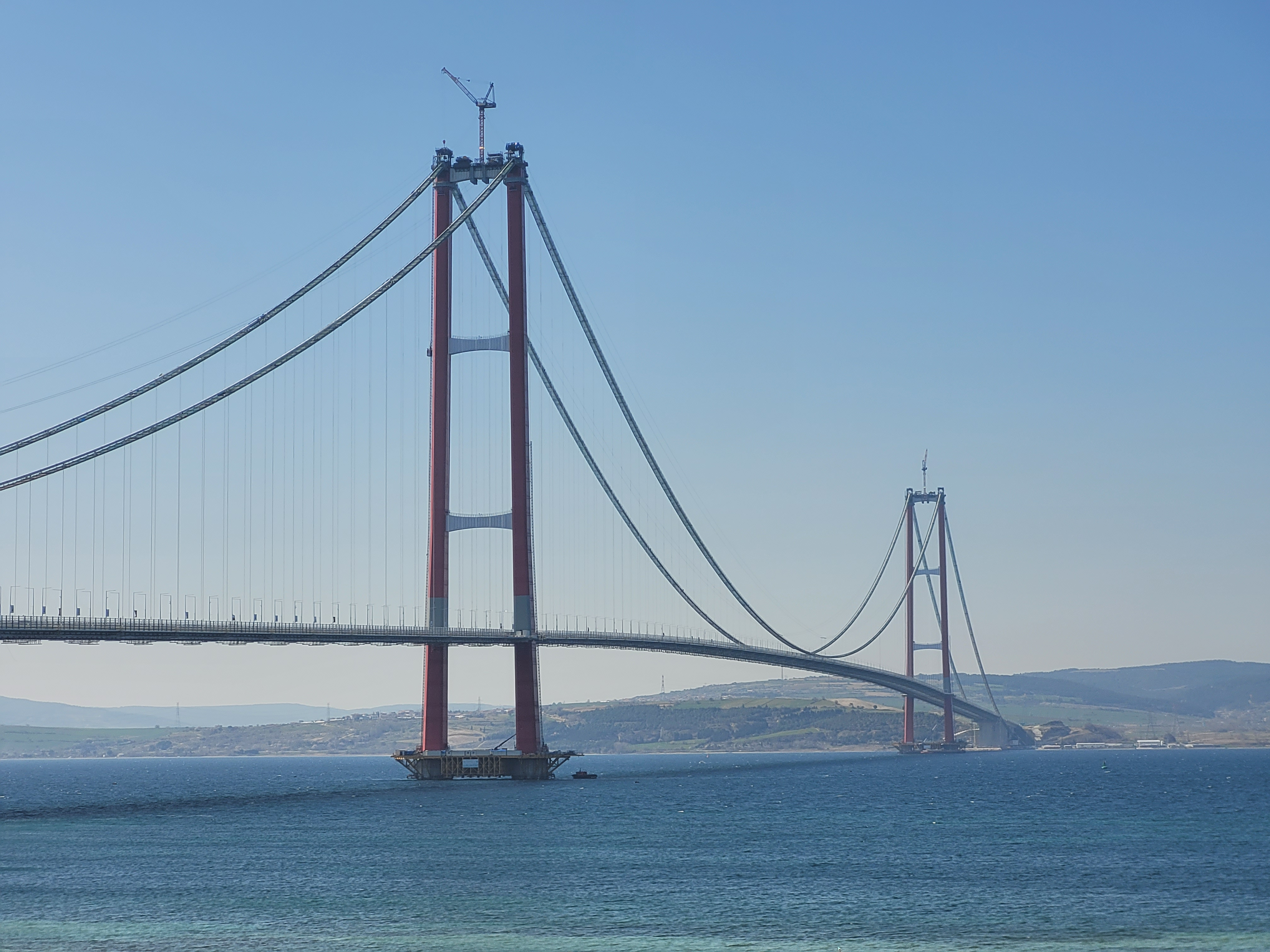
Most Çanakkale 1915